# أغسطس غارلاند
أغسطس غارلاند (بالإنجليزية: Augustus Hill Garland )‏ (و. 1832 – 1899 م) هو سياسي من الولايات المتحدة، والولايات الكونفدرالية الأمريكية، ولد في مقاطعة تيبتون، كان عضوًا في حزب اليمين، والحزب الديمقراطي الأمريكي، توفي في واشنطن العاصمة، عن عمر يناهز 67 عاماً.

## مناصب
تولى منصب نائب عام الولايات المتحدة (6 مارس 1885–4 مارس 1889)
- عضو مجلس الشيوخ الأمريكي (4 مارس 1877–6 مارس 1885)
- حاكم أركنساس  [لغات أخرى]‏ (12 نوفمبر 1874–11 يناير 1877).

## التعليم
تعلم في St. Mary's College (Kentucky) ‏.
| المناصب السياسية          | المناصب السياسية                                         | المناصب السياسية           |
| ------------------------- | -------------------------------------------------------- | -------------------------- |
| سبقه Benjamin H. Brewster | نائب عام الولايات المتحدة (38) 6 مارس 1885 - 4 مارس 1889 | تبعه ويليام إتش. إتش. ميلر |
| سبقه Powell Clayton       | عضو مجلس الشيوخ الأمريكي 4 مارس 1877 - 6 مارس 1885       | تبعه James Henderson Berry |
| سبقه إليشا باكستر         | حاكم أركنساس (11) 12 نوفمبر 1874 - 11 يناير 1877         | تبعه ويليام رياض ميلر      |